# Loi relative à la croissance et la transformation des entreprises
Pour les articles homonymes, voir Pacte.
Lire en ligne

Sur Légifrance

La loi du 22 mai 2019 relative à la croissance et la transformation des entreprises, dite loi PACTE (Plan d'action pour la croissance et la transformation des entreprises), est une loi présentée par le gouvernement d'Édouard Philippe, destinée à faire grandir les entreprises françaises et repenser la place des entreprises dans la société.
Ce projet de loi a pour but de donner les moyens nécessaires aux entreprises pour innover, se transformer, grandir et créer des emplois.
Les objectifs de ce projet de loi ont été annoncés officiellement par Bruno Le Maire le 22 octobre 2017. Il a également indiqué que la loi viserait en partie à améliorer la performance des TPE et des PME,,.

## Genèse

### Préparation de la loi
À l'automne 2017, en amont de la loi, le gouvernement crée des binômes entre des députés de la majorité et des chefs d'entreprise pour faire remonter des sujets,. À la suite de l'audition de plus de 600 personnes, les propositions ont été soumises à une consultation publique de 3 semaines.
Au début de l'année 2018, le gouvernement prépare la première version du projet de loi. Le Conseil d'État est saisi afin de contrôler la conformité de la loi, le 13 juin.
Le 18 juin 2018, Bruno Le Maire présente le projet de loi en Conseil des ministres permettant le dépôt de celui-ci à l'Assemblée nationale le lendemain.

### Examen au parlement
Au début de septembre 2018, la loi est présentée en commission spéciale à l'Assemblée nationale afin d'être examinée par des députés.
La loi est votée en première lecture à l'Assemblée nationale en octobre 2018 et transmise au Sénat.
À l'Assemblée Nationale, plusieurs députés, dont notamment Charles de Courson ont critiqué l'argumentaire du gouvernement pour justifier la privatisation du Groupe ADP. Les sénateurs votent contre les privatisations d'Aéroports de Paris et de la Française des jeux.
Un texte modifié est voté en 1re lecture par le Sénat le 12 février 2019.
Après un échec de la Commission mixte paritaire, le texte retourne devant l'Assemblée, et est adopté le 15 mars 2019, en nouvelle lecture.
De retour devant le Sénat, à la suite d'une question préalable adoptée par la Commission spéciale, le texte rejeté en nouvelle lecture par le Sénat le 10 avril 2019.
La loi PACTE est définitivement adoptée par l'Assemblée Nationale, le 11 avril 2019, 147 députés votent pour (LREM, MoDem), 50 votent contre (PCF, LFI, PS, LR) et 8 s'abstiennent. Le vote de Jean-Luc Mélenchon, qui a combattu le projet, a été par erreur comptabilisé en faveur du projet, et inversement pour Bruno Bonnell.

### Saisine du Conseil constitutionnel
Une saisine du Conseil constitutionnel a eu lieu le 16 avril 2019, par plusieurs groupes parlementaires, remettant notamment en cause la privatisation de l'Aéroport de Paris,.

### Promulgation et mise en œuvre
Le 16 mai 2019, le Conseil constitutionnel valide l'essentiel de la loi PACTE. Le président du Conseil constitutionnel Laurent Fabius assure qu’il y a une « pleine cohérence juridique » entre la décision du 9 mai 2019 et celle validant le projet de loi Pacte : la première « s’inscrit dans le cadre d’une procédure permettant, si elle aboutit, de déclarer ADP « service public national », ce qu’il n’est pas aujourd’hui » ; la seconde « confirme que, aujourd’hui, ADP n’est pas un service public national et elle juge qu’il n’est pas non plus un « monopole de fait », ce qui, en application de la jurisprudence du Conseil, permet juridiquement sa privatisation ». Estimant de même que la Française des Jeux possède des droits exclusifs, mais qui ne lui confèrent pas « un monopole de fait au sein du secteur des jeux d’argent qui comprend également les paris hippiques, les jeux de casino et paris sportifs en ligne », il autorise cette privatisation.

### Proposition de référendum d'initiative partagée sur les aéroports de Paris
Le 10 avril 2019, le Conseil constitutionnel a été saisi par 218 parlementaires afin d'organiser un référendum d'initiative partagée sur cette question, en application de l'article 11 de la Constitution de 1958. Le 9 mai 2019, le Conseil constitutionnel valide la proposition de référendum d'initiative partagée sur les aéroports de Paris, pouvant être organisé si un nombre suffisant de signatures des électeurs est mis en œuvre pendant neuf mois, du 13 juin 2019 au 12 mars 2020,.

## Contenu

### Redéfinition de l'entreprise
- Modification de la définition de l'objet social de l'entreprise dans le Code civil pour offrir la possibilité aux entreprises volontaires de se doter d’une raison d’être, et création de la qualité juridique de société à mission[26].
- Hausse du nombre de salariés dans les conseils d'administration : la loi PACTE visera aussi à imposer deux administrateurs salariés (à partir de huit administrateurs) aux entreprises ayant un conseil d'administration[27].

### Protection des secteurs stratégiques
- Protection des secteurs stratégiques : le décret du 14 mai 2014 relatif aux investissements étrangers soumis à autorisation préalable est étendu aux secteurs des semi-conducteurs, du spatial, des drones, de l’intelligence artificielle, la cybersécurité, la robotique et le stockage des données massives (mégadonnées)[28].

### Privatisations partielles ou totales
- Cession des participations d'Aéroports de Paris (groupe ADP), de la Française des jeux (FDJ) et d’Engie : la participation de l’État dans ADP va passer sous le seuil de 50  % de participation, la participation de l’État dans Engie va passer sous la barre d'un tiers, la FDJ sera privatisée[29] .

### Simplification entrepreneuriale
- Simplification de la création d’entreprise : une plateforme unique en ligne sera créée remplaçant les différents interlocuteurs existants, à savoir les centres de formalités des entreprises[30]. L'obligation de disposer d'un compte bancaire sera supprimée pour les microentreprises réalisant un chiffre d'affaires annuel inférieur à 10 000 €. Le stage de préparation à l'installation pour les entreprises artisanales est rendu facultatif[31].
- Amélioration du financement des entreprises : les émissions de jetons virtuels (ICO) seront encadrées par l’Autorité des marchés financiers. Le PEA-PME sera élargi aux titres émis par financement participatif[32].
- Facilitation de la transmission d’entreprise : la transmission d’entreprise familiale à titre gratuit permise par le dispositif Dutreil sera facilitée. Tout rachat d’une entreprise par ses salariés bénéficiera du crédit d'impôt[32].
- Diminution des coûts pour les PME : les seuils sociaux sont diminués et les obligations ne sont effectives qu'uniquement si une PME franchit le seuil pendant cinq années consécutives[33]. La certification des comptes par un commissaire aux comptes sera facultative à partir de 8 millions d’euros de chiffre d’affaires. Le stage préalable avant installation de 30 heures pour les artisans et micro-entrepreneur sera facultative[27].
- Réforme de la procédure de liquidation judiciaire : le délai de la procédure de liquidation ne dépassera pas neuf mois pour les entreprises avec un seul ou aucun salarié et 300 000 € de chiffre d’affaires. Une seconde chance sera accordée aux entreprises sans salarié en effaçant les dettes contractées dans le cadre de la procédure de rétablissement professionnel[32].
- Obligation comptable allégée : le texte prévoit de relever les seuils à partir desquels les sociétés doivent nommer un commissaire aux comptes pour faire certifier leur bilan. Le gouvernement va relever ces seuils au niveau des règles européennes, soit huit millions d'euros de chiffre d'affaires et plus de 50 salariés. Cette mesure permettra d'exempter les petites entreprises de cette obligation comptable jugée coûteuse, même si celle-ci fera perdre 620 millions de chiffre d'affaires aux commissaires aux comptes (Les Echos)[4].

### Actionnariat salarié
- Doublement de l’actionnariat salarié : le forfait social sur l’intéressement pour les entreprises de moins de 250 salariés sera supprimé. Des modèles d’accord d’intéressement et de participation simplifiés seront disponibles en ligne[32].

### Autre
- Meilleure accessibilité de l'épargne retraite : une fois à la retraite, l’épargnant pourra choisir de retirer son argent en une fois, alors qu'il lui est aujourd'hui le plus souvent versé sous forme de rente avec un revenu régulier assuré jusqu'à sa mort[27].
- Facilitation par la cryptomonnaie : Bercy prévoit de créer des levées de fonds en cryptomonnaie, cela consisterait, pour une entreprise, à émettre des « jetons » numériques, pour se financer, durant la phase de démarrage d'un projet[34].
- La transférabilité des contrats d’assurance vie au sein d’un même organisme assureur sans perte des avantages fiscaux[35]. Les PER (Plan Épargne Retraite) pourront eux être transférés d'un assureur à un autre dans un maximum de 5 mois[36].
- La durée des soldes est ramenée de 6 à 4 semaines afin d'amplifier leur impact[37].

## Réactions
Dans Mediapart, le journaliste Romaric Godin critique l'aspect « fourre-tout » de la loi.
Le journal Libération relaie plusieurs critiques. La CGT et les députés PCF et France Insoumise critiquent la loi en ce qu'elle facilite l'actionnariat salarié afin de se substituer en partie au salaire. Le Parti socialiste se considère « pas hostile » au projet. Le député socialiste Dominique Potier considère que « c’est un texte qui passe à côté des aspirations des salariés au XXIe siècle ».
Le Figaro porte un jugement plutôt positif sur le contenu du texte, tout en critiquant son aspect fourre-tout et la lenteur de son vote. Il conclut : « S'il [le projet de loi] contient des mesures de bon sens qui vont faciliter la vie des entreprises, [il] souffre d'un travers de taille qui risque d'en limiter l'impact : il porte en lui tous les travers de ce que la France est capable de faire, de pire, en matière de processus de réforme ».
Les commissaires aux comptes, qui voient l'étendue de leur mission réduite par le texte, s'opposent au texte et demandent une saisine du Conseil constitutionnel.